# Леонтьев, Авангард Николаевич
Аванга́рд Никола́евич Лео́нтьев (род. 27 февраля 1947, Москва, СССР) — советский и российский актёр театра и кино, педагог, профессор. Народный артист Российской Федерации (1995). Лауреат Государственной премии Российской Федерации (1995).

## Биография
Авангард Леонтьев родился 27 февраля 1947 года. Родители назвали сына именем его старшего брата, родившегося в 1924 году, младшего лейтенанта, погибшего в возрасте 19 лет во время Великой Отечественной войны 15 июля 1943 года на Курской дуге. Отец — Николай Иванович Леонтьев. Мать — Александра Александровна Леонтьева. С детства мечтал о карьере актёра. Занимался в школьном драмкружке, затем в студии художественного слова при Московском городском Доме пионеров в переулке Стопани у Анны Бовшек — ученицы Константина Станиславского и Евгения Вахтангова. В старших классах сам организовал театральную студию, в которой занимался с одноклассниками.
На курсе Павла Массальского в Школе-студии МХАТ поначалу считался в числе отстающих, так как не справлялся с творческой программой. Но на втором курсе «втянулся» и стал почти отличником. В 1968 году получил диплом и был приглашён в труппу московского театра «Современник».
По приглашению Олега Табакова начал заниматься преподавательской деятельностью. Сначала в драматической студии для старшеклассников при Дворце пионеров и школьников Бауманского района Москвы (1974—1976), а затем в ГИТИСе и Школе-студии МХАТ (1976—1990) на руководимых Табаковым курсах. В дальнейшем эти курсы составили основу труппы Московского театра-студии п/р Олега Табакова. Руководитель трёх выпусков актёрского курса Школы-студии МХАТ с 1989 по 2001 годы.
Среди учеников Авангарда Леонтьева — Елена Майорова, Игорь Нефёдов, Ирина Апексимова, Сергей Газаров, Марина Зудина, Евгений Миронов, Олеся Судзиловская, Денис Суханов, Владимир Машков.
С 2004 года — артист МХТ имени А. П. Чехова.
Автор-составитель изданной в 2009 году книги «Великое культурное противостояние: Книга об Анне Гавриловне Бовшек».
25 сентября 2015 года актёр принял участие в театрализованных онлайн-чтениях произведений А. П. Чехова «Чехов жив».

## Признание и награды
- Орден «За заслуги в культуре и искусстве» (22 ноября 2023 года) — за большой вклад в развитие отечественной культуры и искусства, многолетнюю плодотворную деятельность[6].
- Орден Почёта (30 мая 2018 года) — за большой вклад в развитие отечественной культуры и искусства, средств массовой информации, многолетнюю плодотворную деятельность[7]
- Орден Дружбы (6 февраля 2009 года) — за большие заслуги в развитии отечественной культуры и искусства, многолетнюю плодотворную деятельность[8]
- Народный артист Российской Федерации (28 декабря 1995 года) — за большие заслуги в области искусства[9]
- Заслуженный артист РСФСР (1988)
- Благодарность Президента Российской Федерации (21 августа 2012 года) — за заслуги в развитии отечественной культуры и многолетнюю плодотворную деятельность[10]
- Лауреат Государственной премии России (1995) — за исполнение роли Чичикова в 1994 году

## Творчество

### Роли в театре

#### Московский театр «Современник»
- «На дне» Максима Горького — Алёшка
- «Белоснежка и семь гномов» по пьесе Льва Устинова и Олега Табакова — Четверг
- «Принцесса и дровосек», по пьесе Галины Волчек и Маргариты Микаэлян — Царь-батюшка (1969)
- «С вечера до полудня» Виктора Розова — Альберт
- «Большевики» Михаила Шатрова — телеграфист
- «Балалайкин и К°» по пьесе Сергея Михалкова (по Михаилу Салтыкову-Щедрину) — Балалайкин; Прудентов, письмоводитель
- «Вечно живые» Виктора Розова — Миша
- «Двенадцатая ночь» Шекспира — Фесте, шут Оливии
- «И пойду! И пойду!» Юрия Карякина (по Фёдору Достоевскому) — Смешной человек
- «Карамазовы и ад» Валерия Фокина по Климонтовичу на темы позднего Фёдора Достоевского — Чёрт
- «Не стреляйте в белых лебедей» Бориса Васильева — председатель поссовета
- «Погода на завтра» Михаила Шатрова — Романов, рабочий автозавода
- «Провинциальные анекдоты» Александра Вампилова — Базильский
- «Квартира Коломбины» Людмилы Петрушевской — Пьеро и др. персонажи (1984)
- «А поутру они проснулись» Василия Шукшина — Сухонький
- «Вишнёвый сад» Антона Чехова — Гаев; Епиходов

#### МХТ имени Чехова
- 1992 — «Урок жёнам» по пьесе Мольера. Режиссёр: Михаил Ефремов — Арнольф
- 2001 — «№ 13» Рэя Куни. Режиссёр: Владимир Машков — Ричард Уилли, помощник премьер-министра
- 2004 — «Лес» по пьесе Александра Островского. Режиссёр: Кирилл Серебренников — Аркадий Счастливцев
- 2004 — «Последняя жертва» по пьесе Александра Островского — Дергачёв, приятель Дульчина
- «Тартюф» Мольера — Клеант, шурин Оргона
- «Шинель» Николая Гоголя — Башмачкин
- 2015 — «Правда хорошо, а счастье лучше» по пьесе Александра Островского — Грознов

#### «Табакерка»
- 1985 — «Полоумный Журден» Михаила Булгакова. Режиссёры: Олег Табаков, Авангард Леонтьев — Журден

#### Театры и частные антрепризы
- 1994 — «Нумер в гостинице города NN» по поэме «Мёртвые души» Николая Гоголя. Режиссёр: Валерий Фокин — Чичиков / Центр имени Вс. Мейерхольда (Государственная премия РФ, 1994; Премия Международного театрального фестиваля «Контакт-1995», Торунь, Польша)
- 2000 — «Борис Годунов» Александра Пушкина. Режиссёр: Деклан Доннеллан — Василий Шуйский / МКТС[11]
- 2000 — «Обнажённые одеваются» Луиджи Пиранделло. Режиссёр: Роман Козак — Людовико Нота / Театр им. А. С. Пушкина[12]
- 2006 — «Фигаро. События одного дня» Пьера Огюстена Карона де Бомарше. Режиссёр: Кирилл Серебренников — Бартоло / «Театральная компания Евгения Миронова»[13]

### Режиссёр театра
- 1987 — «Полоумный Журден (Мольериана)», по пьесам Михаила Булгакова (совместно с Олегом Табаковым) — «Табакерка»
- 1989—1990 — «Предложения», по пьесам Антона Чехова и Владимира Соллогуба — МХТ имени Чехова
- 1987 — «Механическое пианино» Антона Чехова (ассистент режиссёра Никиты Михалкова) — Театр «Арджентино», Рим
- 1988—1989 — «Чайка» Антона Чехова (ассистент режиссёра Андрея Михалкова-Кончаловского) — Театр «Одеон» — Театр Европы, Париж
- 1999 — «Не всё коту масленица» Александра Островского — «Табакерка»

### Фильмография
- 1969 — Студент — паренёк из ресторации
- 1972 — Стоянка поезда — две минуты — зритель
- 1973 — Былое и думы — мужик
- 1974 — Мегрэ и старая дама — Кастен, инспектор полиции
- 1974 — Вот такие истории — Голубчик
- 1977 — Смешные люди! — святой отец Кузьма
- 1979 — Несколько дней из жизни И. И. Обломова — Иван Алексеевич Алексеев
- 1979 — Маленькие трагедии — Соломон
- 1980 — Тайна Эдвина Друда — Эдвин Друд
- 1981 — Всё наоборот — физрук
- 1981 — Переходный возраст — Аурел
- 1983 — Месье Ленуар, который… — Гийом
- 1984 — Один и без оружия
- 1984 — Предел возможного — Константин Голиков
- 1986 — Путешествие мсье Перришона — Жан, слуга Перришона
- 1987 — телеспектакль из серии «Этот фантастический мир». Выпуск 12 — подсудимый Персен
- 1987 — Очи чёрные — чиновник в Петербурге
- 1989 — СВ. Спальный вагон
- 1990 — Попугай, говорящий на идиш — унтер-офицер Заремба
- 1992 — АБВГД Ltd
- 1993 — Вспоминая Чехова (фильм не был завершён) — Александр Семёнович Лазарев-Грузинский
- 1994 — Подмосковные вечера — редактор
- 1994 — Утомлённые солнцем — шофёр полуторки
- 1994 — Серп и Молот — член ЦК
- 1996 — Ревизор — Бобчинский / Добчинский
- 1998 — Сибирский цирюльник — дядя Николя
- 2001 — Гражданин начальник (14-15 серии) — Илья Ильич Огородников, адвокат
- 2002 — Превращение — Управляющий
- 2005 — Примадонна — Станислав Адамович Миловский, отец Людмилы Миловской (Миледи)
- 2005 — Есенин — Луначарский
- 2005 — Адъютанты любви — Павел I
- 2006 — Парк советского периода
- 2006 — Герой нашего времени — доктор Вернер
- 2007 — Русская игра — Псой Стахич Замухрышкин, подложный чиновник
- 2007 — Подруга банкира — Станислав Адамович Миловский, отец Людмилы Миловской (Миледи)
- 2011 — Охотники за бриллиантами — Валентин Голованов / Эммануил Штерн
- 2011 — Достоевский (телесериал) — немецкий кредитор
- 2014 — Солнечный удар — факир
- 2017 — Время первых — Юрий Борисович Левитан
- 2018 — Ван Гоги — отец Маши
- 2019 — Одесский пароход — Сёма, гость на свадьбе
- 2020 — Приказ (короткометражный) — ветеринар[14]

### Озвучивание мультфильмов
- 1977 — Шёлковая Кисточка — отец Шёлковой Кисточки
- 1984 — Сказка о царе Салтане — читает текст / писарь
- 1986 — Петух и боярин — читает текст
- 2006 — Мена

### Радиоспектакли
- 1978 — Большая докторская сказка — Антраша[15]
- 1982 - Томас Майн Рид. Квартеронка. Радиоспектакль. - От автора и Эдвард[16]